# Eriovixia laglaizei
Eriovixia laglaizei är en spindelart som först beskrevs av Simon 1877.  Eriovixia laglaizei ingår i släktet Eriovixia och familjen hjulspindlar. Inga underarter finns listade i Catalogue of Life.